# وادي زرود

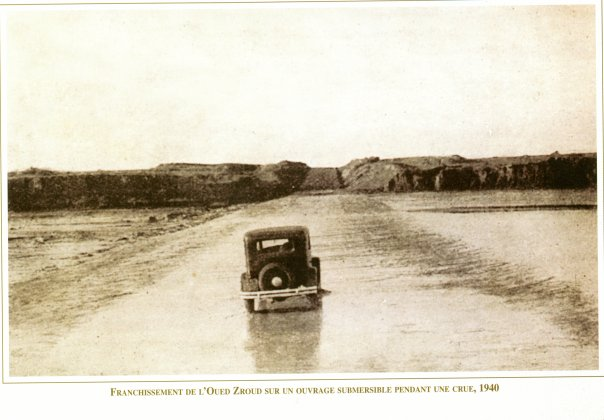
فيضان وادي زرود سنة 1940

وادي زرود هو أحد أهم الأودية بالوسط التونسي وينبع من السفح الجنوبي للظهرية التونسية ويخترق سهولا طميية عديدة حتى يصل سهل القيروان. وهو معروف بجفافه خلال أغلب فترات السنة وقوته خلال الفيضانات إذ قد يصل منسوبه إلى 2400 صم مكعب/ثانية. أقيم عليه سد سيدي سعد لتغذية الطبقة المائية واستغلاله في الفلاحة السقوية ولكن خاصة لحماية المنطقة من فيضاناته.
- يبلغ حوض واد زرود 5500كم مربع من بينها 3500 كم مربع لوادي الحطب الذي يشكل أحد فروعه الأساسية.

## فيضانات زرود 1969
أدت أمتار طوفانية بين شهري : سبتمبر ات أكتوبر 1969 إلى ارتفاع منسوب مياه واد الزرود إلى 3 أمتار فوق مجراه حيث وصل صبيبه إلى 18000 متر مكعب فالثانية ف مدينة القيروان وإلى 400 قتيل .

## روابط خارجية
وثيقة حول وادي زرود